# Ángulo de fase

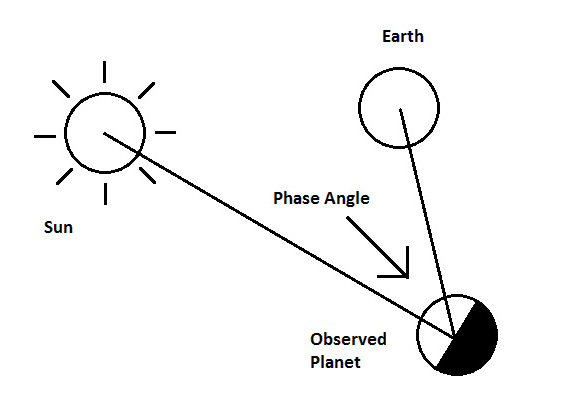
Ilustración del ángulo de fase

Ángulo de fase es el ángulo entre el Sol y la Tierra visto desde el centro de un planeta. Está relacionado con la fase de un planeta o porción del disco iluminada tal como se ve desde la Tierra. Para un planeta interior como Mercurio y Venus el ángulo de fase adquiere cualquier valor, siendo 0 en la conjunción superior, 180 en la conjunción inferior. Para un planeta exterior el ángulo de fase está limitado por sen Fmax=1/r, donde r es la distancia del planeta exterior al Sol en UA. Adquiere este valor máximo en las cuadraturas y vale 0 en la conjunción y en la oposición.